# Palais de l'ENI

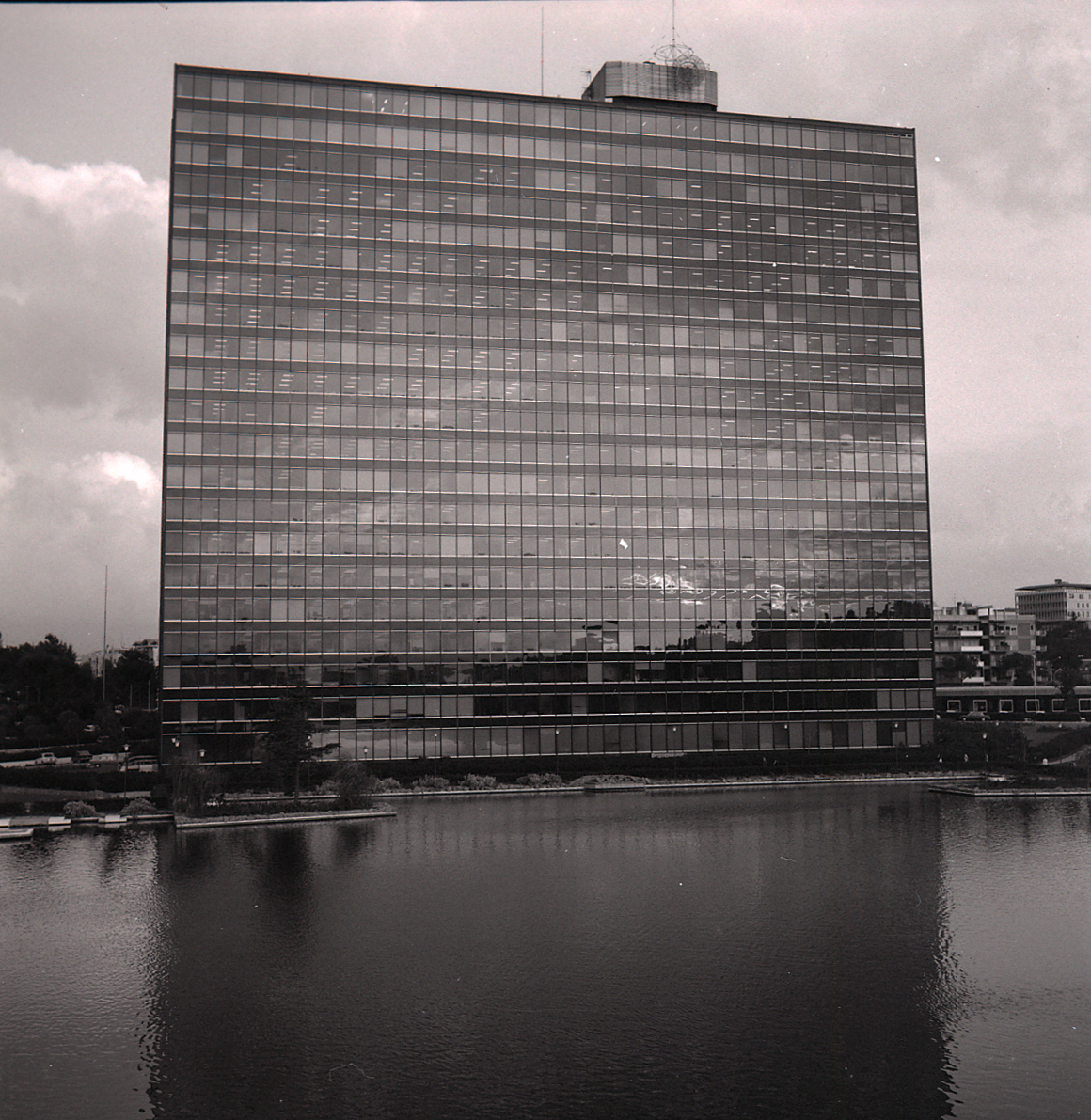
Palais de l'ENI, Rome. Photo par Paolo Monti, 1967.

Le Palais de l'ENI, ou plus communément  « le Palais de verre », est le siège de l'Ente Nazionale idrocarburi (ENI). Il est situé à Rome, dans le quartier de l'E.U.R.

## Histoire et description
L'édifice, un des symboles de la Rome économique, a été construit entre 1959 et 1962,  dans le quartier de l'EUR à Rome, à l'extrémité orientale du lac. Il mesure 86 mètres de hauteur et compte 22 étages. Depuis son ouverture, il était le plus haut bâtiment de la Capitale, après la Basilique Saint-Pierre au Vatican jusqu'à la construction de la Torre Eurosky (155 mètres) et de la Torre Europarco (120 mètres), en 2012.

## Galerie

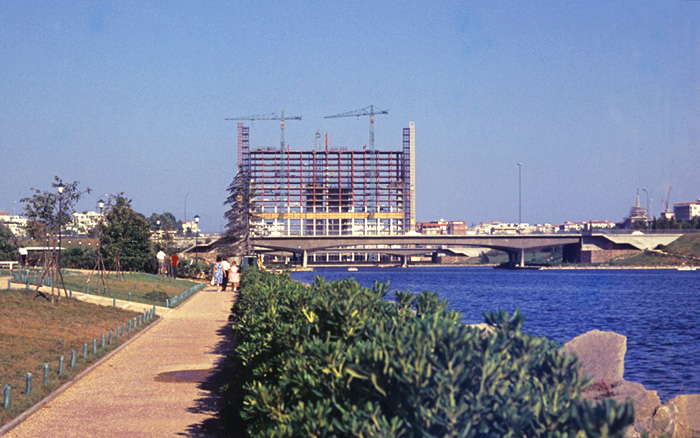
Le palais de l'ENI en construction, en 1961
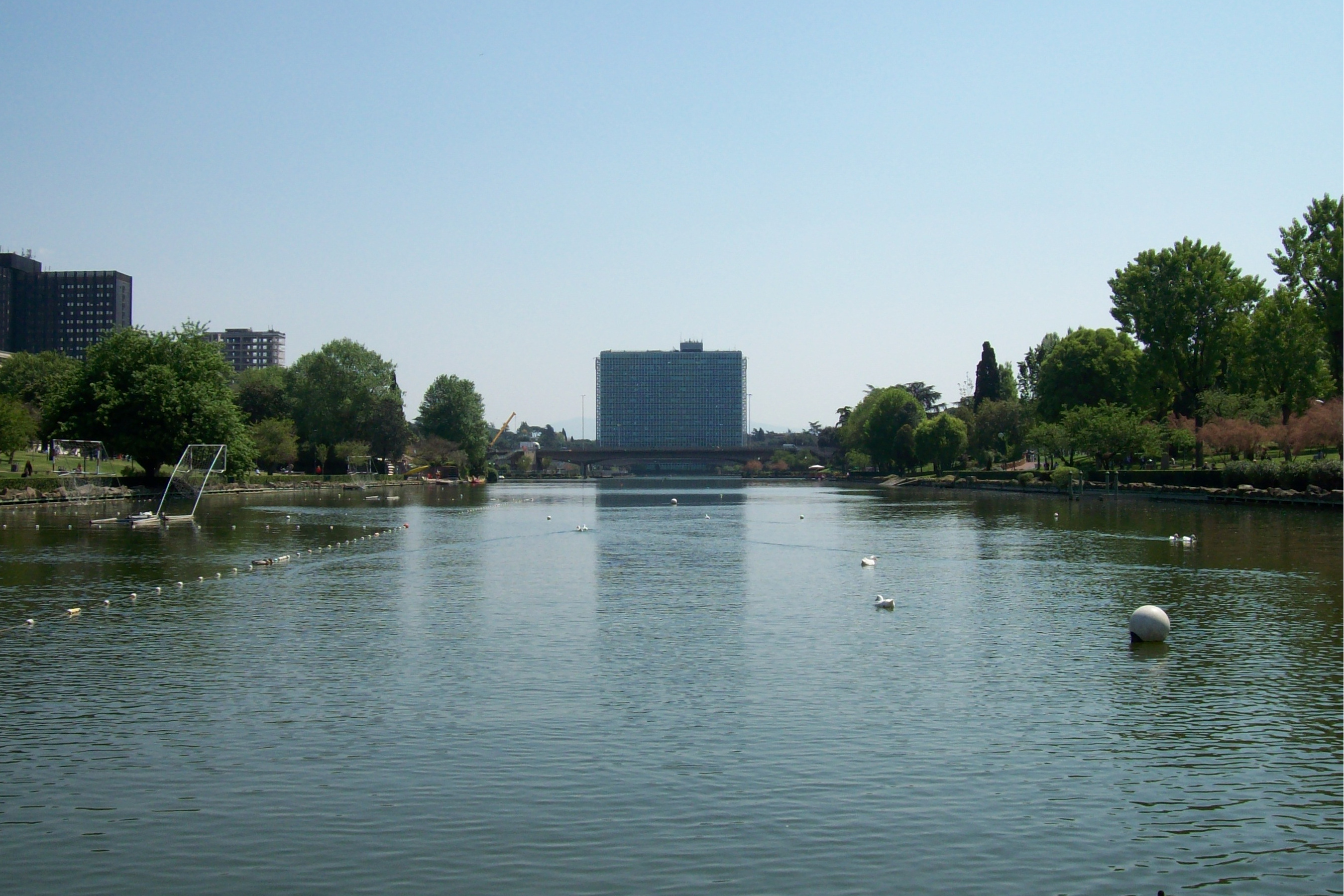
Le Laghetto de l'EUR, et au fond, le palais de l'ENI
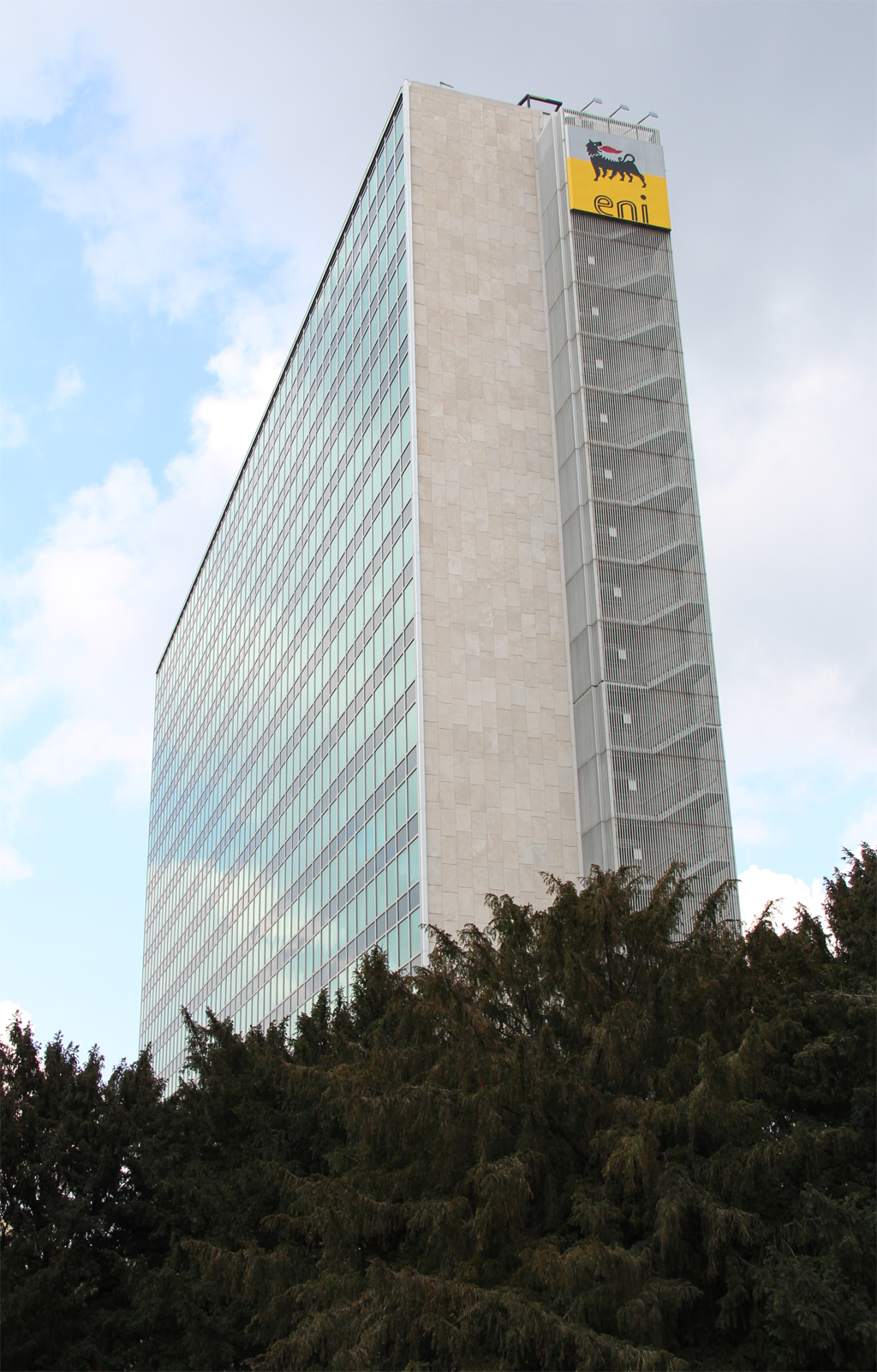
Vue du gratte ciel